# Paradyschiria lineata
Paradyschiria lineata är en tvåvingeart som beskrevs av Kessel 1925. Paradyschiria lineata ingår i släktet Paradyschiria och familjen lusflugor. Inga underarter finns listade i Catalogue of Life.